# اوتوگار (متروی استانبول)
اوتوگار (انگلیسی: Otogar) یکی از ایستگاه‌های خط ام۱ متروی استانبول است.
این ایستگاه که در جنوب غربی منطقه بایرام پاشا قرار دارد در سال ۱۹۹۴ تاسیس شده‌است.

## نگارخانه

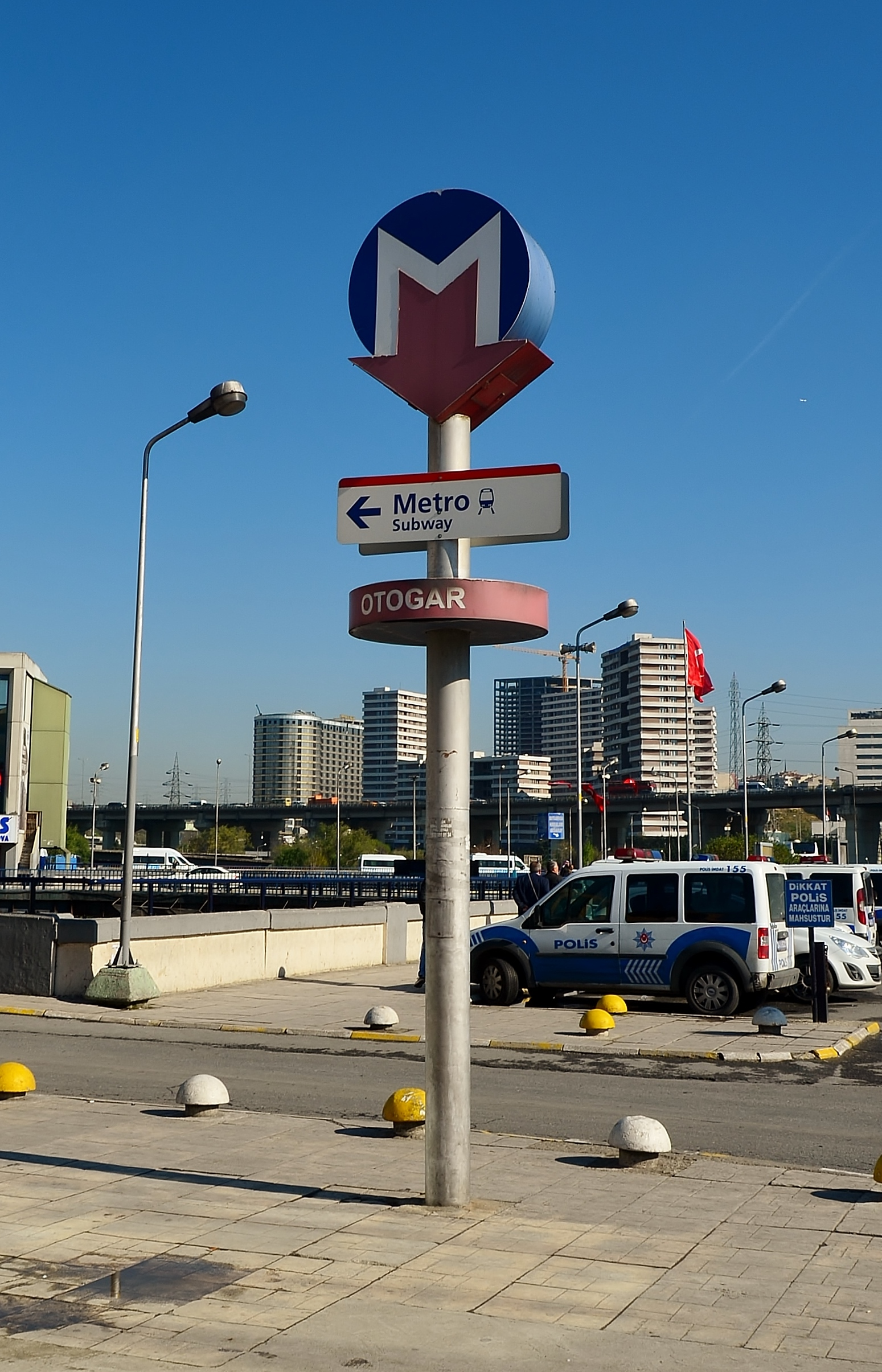
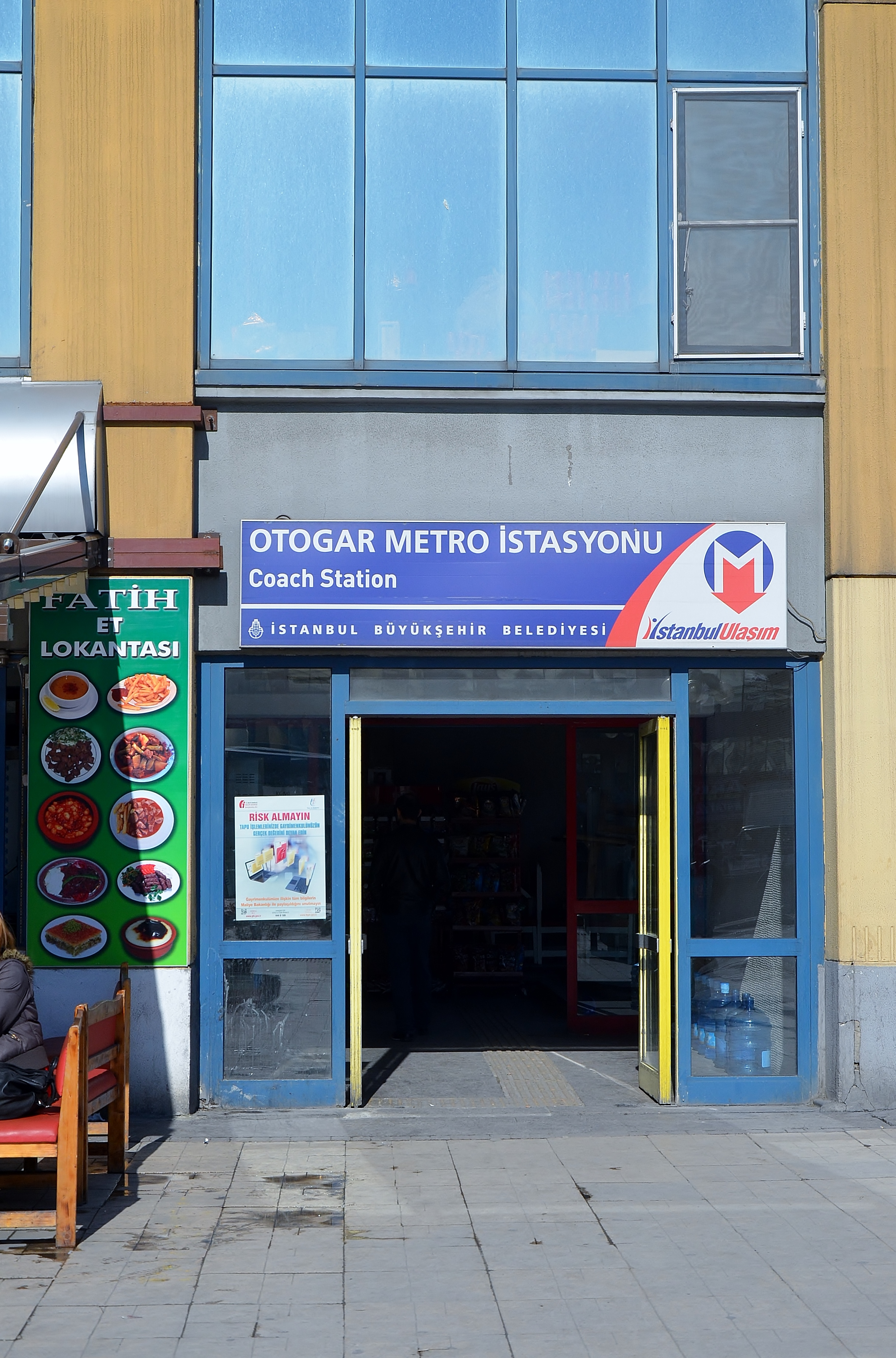
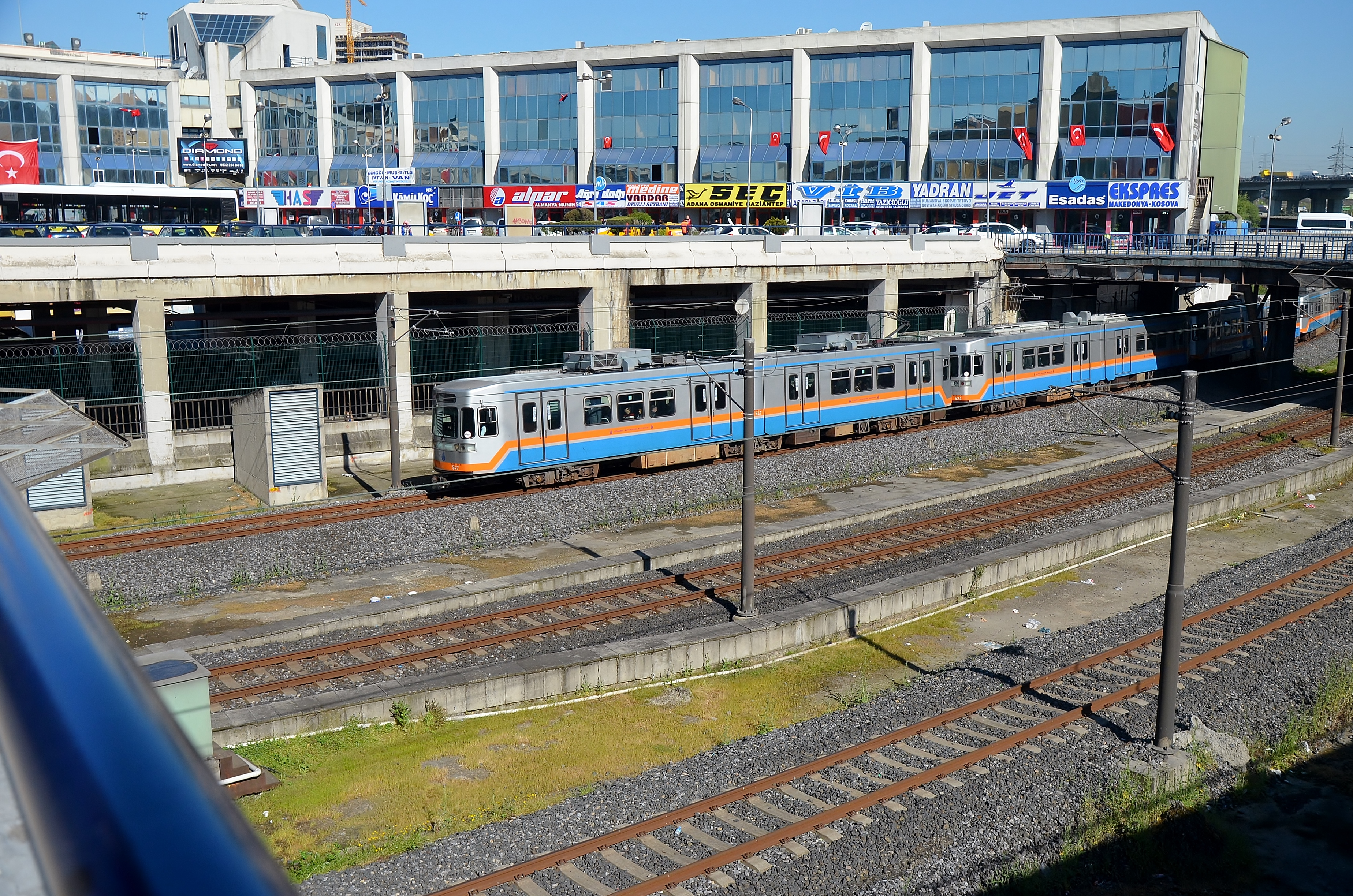